# Шугарт, Рэндалл
Рэндалл «Рэнди» Дэвид Шугарт (англ. Randall «Randy» David Shughart; 13 августа 1958, Линкольн, Небраска — 3 октября 1993, Могадишо) — военнослужащий американского подразделения специального назначения «Дельта», погибший в сражении в Могадишо в ходе миротворческой операции ООН в Сомали. Посмертно удостоен высшей военной награды США — Медали Почёта.

## Биография
Рэнди Шугарт родился 13 августа 1958 года. Его отец служил в ВВС США, а после завершения его службы семья переехала в Ньювилль, Пенсильвания, жить и работать на молочной ферме. В 1976 году после окончания школы Шугарт вступил в Армию США, где получил базовую и дополнительную пехотную подготовку, окончил воздушно-десантную школу и школу рейнджеров, служил во 2-м батальоне 75-го полка рейнджеров. В дальнейшем он покинул службу и записался вновь, чтобы быть принятым в элитное подразделение армейского спецназа «Дельта».
В августе 1993 года сержант 1-го класса Шугарт вместе с товарищами был отправлен в Могадишо (Сомали), с задачей поимки лидера одной из местных группировок Мохаммеда Айдида. 3 октября он принимал участие в очередном рейде в составе группы снайперов из трёх человек, которую возглавлял Гэри Гордон. Группа находилась на борту вертолёта, прикрывая с воздуха наземные подразделения. В ходе рейда американские силы неожиданно были атакованы боевиками, имевшими подавляющее численное превосходство. После того, как был сбит второй вертолёт MH-60, ситуация полностью вышла из-под контроля, так как у командира операции уже не было резервов, чтобы обеспечить безопасность экипажа ещё одного вертолёта. Гордон запросил у командования разрешить высадку его и Шугарта возле обломков второго вертолёта. Его запрос несколько раз отклонялся, но в конце концов был одобрен. Прибыв на место, снайперы вытащили из кабины выжившего пилота, а затем организовали круговую оборону, вдвоём защищая его от сотен вооружённых боевиков. Официально считается, что Шугарт погиб первым, однако Марк Боуден в книге «Падение „Чёрного ястреба“» выдвигает предположение, что сначала погиб Гордон. Пилот вертолёта сдался в плен.
В мае 1994 года Рэнди Шугарт и Гарри Гордон были посмертно удостоены Медалей Почёта. Это были первые вручения этой награды со времён войны во Вьетнаме (с 1972 года).

## Память, отражение в культуре и искусстве
В честь Шугарта названо транспортное судно ВМС США.
В фильме «Падение „Чёрного ястреба“» роль Шугарта сыграл актёр Джонни Стронг.